# 弥勒山薹草
弥勒山薹草（学名：Carex pseudolaticeps）为莎草科薹草属下的一个种。

## 扩展阅读
- 維基物種上的相關：弥勒山薹草